# Самба Діалло
Самба Діалло (фр. Samba Diallo; нар. 5 січня 2003) — сенегальський футболіст, виступає на позиції півзахисника за київське «Динамо» та молодіжну збірну Сенегалу.

## Клубна кар'єра
Народився 5 січня 2003 року. Вихованець юнацької команди дакарської футбольної академії «Дару Салам» та футбольного клубу «Динамо» Київ. 6 серпня 2021 року підписав з клубом свій перший професійний контракт. У складі киян грав за юнацьку команду U-19. Вдало себе проявив у матчах юнацької Ліги чемпіонів, де у вісьмох матчах відзначився п'ятьма забитими голами. У чемпіонаті України серед юнацьких команд провів 15 матчів, забивши 13 м'ячів.
2 вересня 2022 року «Динамо» заявило гравця на дорослий чемпіонат України. Дебютував за основну команду киян 28 жовтня 2022 року, на 84-й хвилині матчі 5-го туру групового етапу Ліги Європи проти АЕКа (Ларнака), вийшовши на поле замість Володимира Шепелєва.
З 2024 на правах оренди грає за «Хапоель» (Єрусалим).

## Виступи за збірну
2019 року дебютував за юнацьку збірну Сенегалу U-17. Того ж року дебютував за молодіжну збірну Сенегалу.
У складі збірної взяв участь у молодіжному Кубку африканських націй 2019, де сенегальці дійшли до фіналу, програвши матч за трофей одноліткам з Малі.